# Massacre de Batàvia
La massacre de Batàvia (en neerlandès: Chinezenmoord, literalment «assassinat de xinesos»; indonesi: Geger Pacinan, que significa «Tumult del barri xinès») va ser un pogrom d'ètnia xinesa al port de la ciutat de Batàvia, avui en dia Jakarta, a les Índies Orientals Neerlandeses. La violència dins la ciutat va durar del 9 al 22 d'octubre del 1740, amb escaramusses menors fora de les muralles continuant fins al novembre d'aquell any. Els historiadors han estimat que almenys 10.000 xinesos van ser massacrats, i es creu que només en van sobreviure 3.000.